# Lingwai Daida

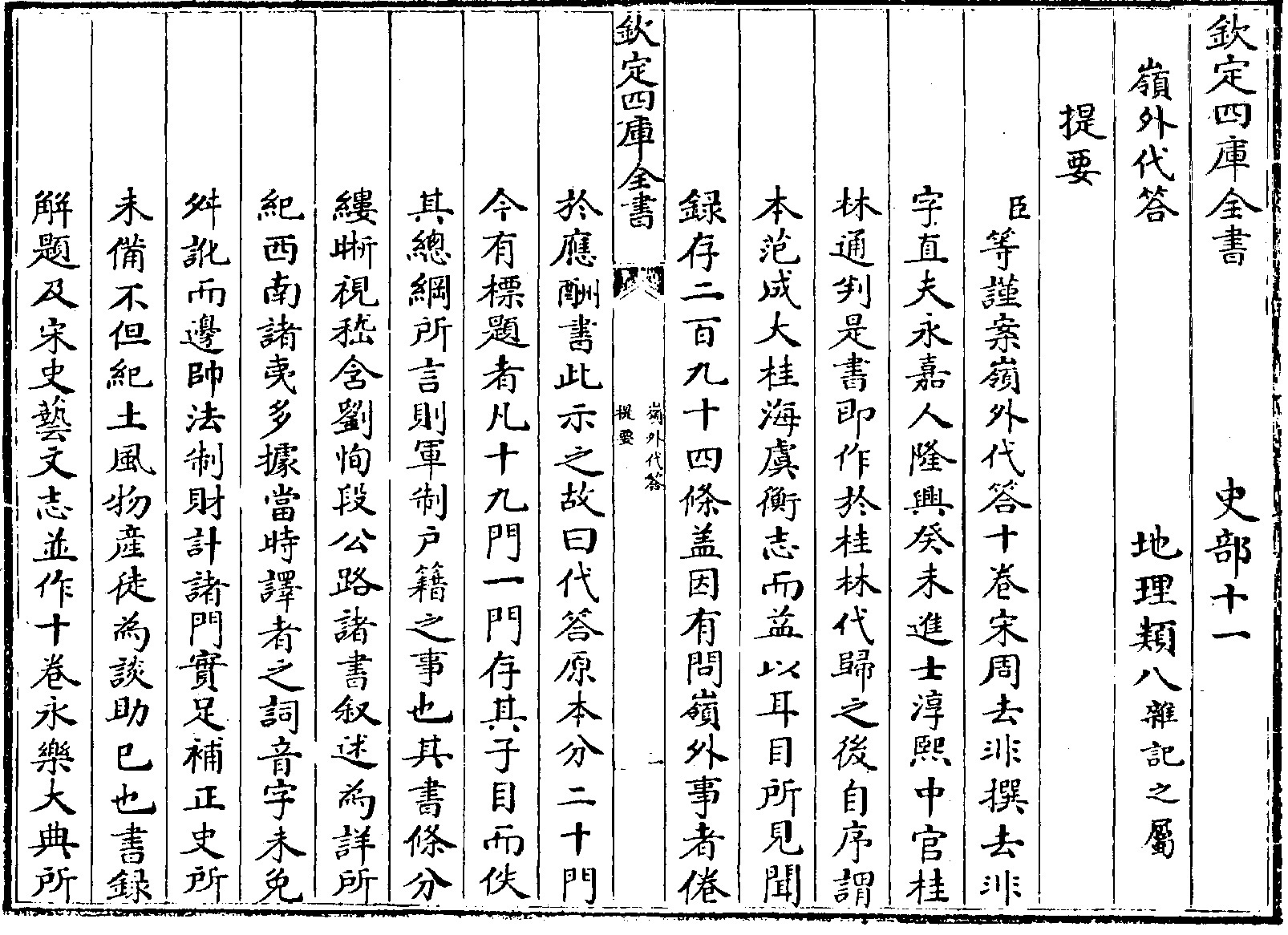
Introduzione al Lingwai Daida in Siku Quanshu

Il Lingwai Daida (嶺外代答T, Lĭngwài DàidāP, Lingwai TaitaW), variamente tradotto come Risposte rappresentative sulla Regione oltre le montagne, Note che rispondono a [domande curiose] sulla terra oltre il Passo o altri titoli simili, è un trattato geografico del XII secolo scritto da Zhou Qufei (周去非T, Zhōu QùfēiP, Chou Ch'ü-feiW). Contiene informazioni sulla geografia, storia, costume sociale ed economia dei territori della Cina meridionale, del Guangxi in particolare. Fornisce anche la conoscenza di terre lontane dalla Cina durante la dinastia Song, e include descrizioni di stati oltreoceano come il continente africano e la Spagna meridionale.

## Antefatto
Il libro fu scritto nel 1178 da Zhou Qufei, che aveva lavorato come assistente vice prefetto a Guilin nel Guangxi.  A Guilin, Zhou aveva collaborato, per un certo tempo, con Fan Chengda che aveva scritto un libro sulla regione meridionale della Cina, Guihai yuheng zhi (桂海虞衡志, "Documenti ben equilibrati su Guihai"). Zhou ricevette una copia del libro di Fan, e sebbene avesse già iniziato a rivedere il suo libro per finirlo, citò ampiamente dal lavoro di Fan. Il libro contiene anche citazioni dalle opere del geografo della dinastia Tang, Jia Dan.  Zhou fu anche commissario per l'istruzione a Qinzhou, un porto nel Guangxi, dove ebbe l'opportunità di interrogare commercianti, marinai e interpreti per mercanti stranieri, e aggiunse nel libro le informazioni che aveva raccolto.
Il libro originale è andato perduto e la versione attuale è stata ricompilata dalle voci presenti nell'Enciclopedia Yongle. Una traduzione in lingua tedesca, Das Ling-wai-tai-ta von Chou Ch'ü-fei: Eine Landeskunde Südchinas aus dem 12. Jahrhundert, di Almut Netolitzky venne pubblicata nel 1977.

## Contenuto
Il libro si concentra principalmente sulla storia, la geografia, le usanze e i prodotti del Guangxi, e contiene anche informazioni sulla Cina sudoccidentale, Penisola di Leizhou del Guangdong e sull'isola di Hainan. Resta ancora oggi un riferimento importante per il Guangxi dell'era Song.
Sono di particolare interesse i due capitoli che includono descrizioni di paesi al di fuori della Cina e dei prodotti commercializzati. Alcuni di questi sono tra i primi resoconti di paesi lontani come l'Africa, nelle fonti cinesi. Poiché le informazioni sui paesi stranieri vennero raccolte di seconda mano, il libro potrebbe contenere alcune esagerazioni, inesattezze e racconti fantasiosi, ma fornisce una configurazione abbastanza accurata della terra e del mare che si estende dalla Corea alla Spagna.
Alcune delle voci presenti nel libro sono state prese o adattate dal libro di Zhao Rugua, Zhu Fan Zhi, per esempio la descrizione di Mulanpi (木蘭皮, Al-Murabitun) che copriva parte dell'Africa di nord-ovest (Marocco) e il sud della Spagna, e include un primo riferimento cinese all'Europa settentrionale:
(Zhou Qufei, translation by Friedrich Hirth e William W. Rockhill)